# NGC 1175
NGC 1175 је лентикуларна галаксија у сазвежђу Персеј која се налази на NGC листи објеката дубоког неба.
Деклинација објекта је + 42° 20' 25" а ректасцензија 3h 4m 32,3s. Привидна величина (магнитуда) објекта NGC 1175 износи 12,9 а фотографска магнитуда 13,8. NGC 1175 је још познат и под ознакама UGC 2515, MCG 7-7-19, CGCG 540-32, PGC 11578.